# Cochlearia prolongoi
Cochlearia prolongoi là một loài thực vật có hoa trong họ Cải. Loài này được (Boiss.) Pau mô tả khoa học đầu tiên năm 1936.